# باول تومسون (كاتب مسرحي)
باول تومسون هو كاتب مسرحي ومخرج كندي، ولد في 4 مايو 1940 في تشارلوت تاون في كندا.